# Sultan Al Enezi
Sultan Al Enezi (Kuvaitváros, 1992. szeptember 29. –) kuvaiti labdarúgó, az Al-Qadsia hátvédje.

## Pályafutása

### A válogatottban
2013-ban mutatkozott be a kuvaiti válogatottban a Libanon elleni barátságos mérkőzésen.   Részt vett a 2015-ös Ázsia-kupán.